# Łódzkie Chrześcijańskie Towarzystwo Dobroczynności
Łódzkie Chrześcijańskie Towarzystwo Dobroczynności (ŁChTD) – organizacja dobroczynna działająca w Łodzi w latach 1885–1940, której początki sięgają 1877 r. Skupiała luteranów i katolików, obok niej działało od 1899 Łódzkie Żydowskie Towarzystwo Dobroczynności.

## Początki działalności charytatywnej
Początki ŁChTD sięgają powołanego ad-hoc w 1845 r. Komitetu Opieki i Wsparcia Ubogich. Na jego czele stanął przemysłowiec Ludwik Geyer. Podobny komitet (znów na czele z Ludwikiem Geyerem) powołano w l.1861-1865.
Lata 1872–1873 oraz 1876 r. przyniosły ze sobą kryzysy ekonomiczne. W tym okresie w Łodzi upadło ponad 20 fabryk, dochodziło do zwolnień robotników, wzrosły ceny, a także pojawiły się fale strajków robotniczych oraz wzrost przestępczości. Łódzki magistrat w odpowiedzi na krytyczną sytuację wznowił roboty publiczne, natomiast grono fabrykantów utworzyło pierwsze, z założenia tymczasowe, towarzystwo dobroczynne o nazwie Komitet Wsparcia Biednych (KWB), który miał na celu wspieranie ubogiej warstwy społeczeństwa. Jednym z inicjatorów jego powstania był Karol Röver, dyrektor zakładów gazowych. Potrzebę utworzenia towarzystwa dobroczynnego wskazywał w szeregu artykułów w 1876 r. na łamach Lodzer Zeitung. Jego ideę poparli fabrykanci – Juliusz Heinzel oraz Oswald Jarzębowski, którzy zawnioskowali do gubernatora piotrkowskiego – Iwana Kachanowa o zezwolenie na powołanie instytucji. Fabrykanci zgodę otrzymali.  

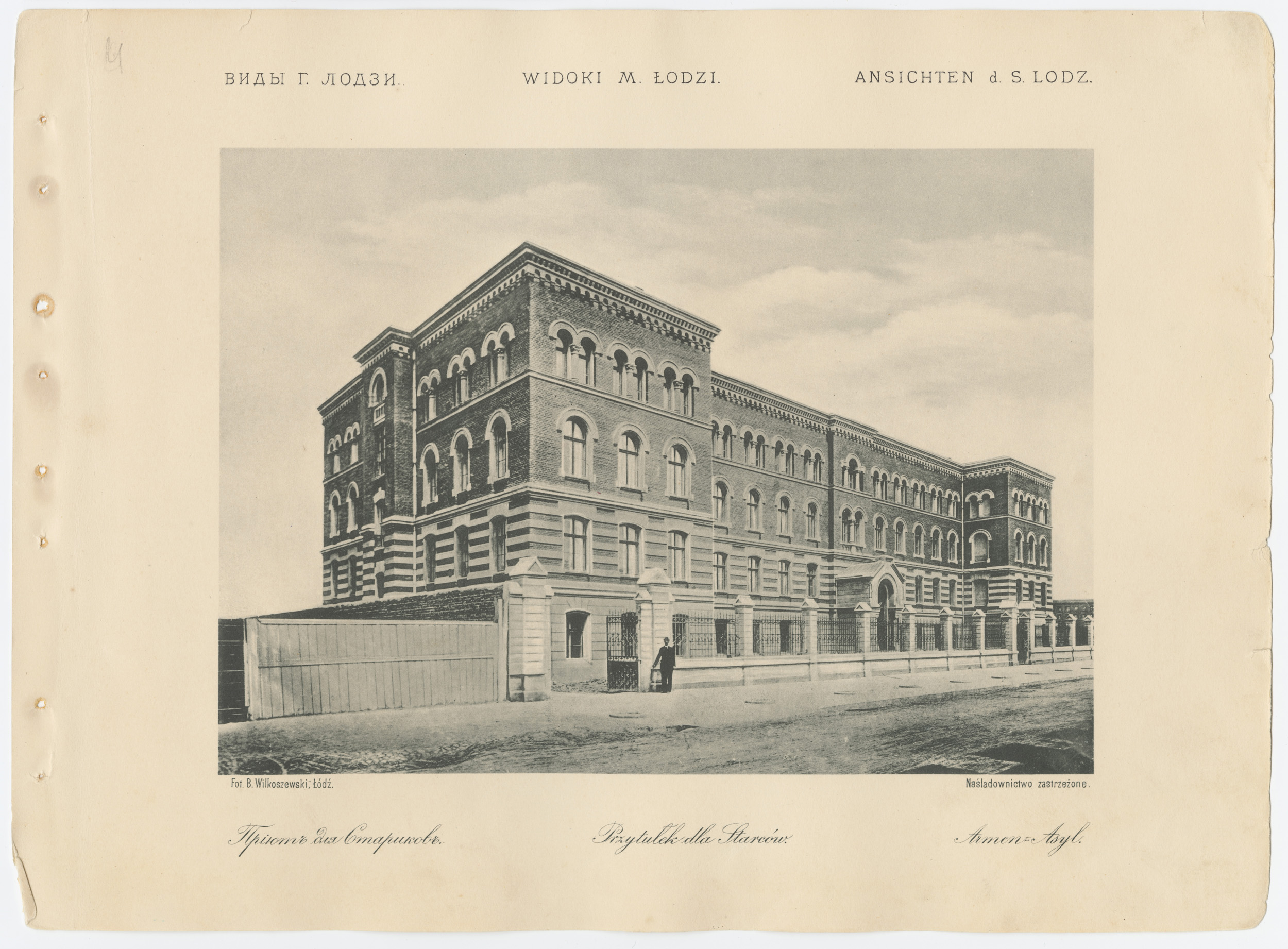
Przytułek dla Starców i Kalek ŁChTD

Pierwsze posiedzenie KWB miało miejsce 16 stycznia 1877 r. Do współpracy zaproszono reprezentantów różnych wyznań i zawodów, w tym fabrykantów, kupców, właścicieli nieruchomości i przedstawicieli gmin wyznaniowych. Przewodniczącym, w wyniku decyzji władz carskich, został policmajster Sz. R. Maksimow, zaś pozostałymi członkami zarządu Komitetu byli: Ludwik Grohman, Fryderyk Seeliger, Karol Röver, pastor Klemens Berthold Rondthaler (wszyscy ewangelicy), Juliusz Heinzel, Oswald Jarzębowski, Józef Paszkiewicz (katolicy) i Herman Konstadt (wyznania mojżeszowego). Maksimowa w 1879 r. na stanowisku przewodniczącego zastąpił J. Heinzel. 
Początkowo działalność KWB opierała się na rozdawaniu żywności oraz wydawaniu zasiłków. Celem instytucji była likwidacja żebractwa oraz innych problemów społecznych w Łodzi. KWB z założenia miał funkcjonować ponad podziałami wyznaniowymi (skład zarządu był wielowyznaniowy), jednakże doszło do nieporozumień z gminą żydowską, związanych jej oczekiwaniami finansowymi związanymi z wysokością wsparć, poziom subsydiowania przez nią organizacji, a także przestrzeganie przygotowania rytualnych posiłków dla ubogich. Nie doszło do porozumienia KWB i gminy żydowskiej, w związku z czym zarząd podjął decyzję o nie przyjmowaniu Żydów, a z organizacji wystąpił Herman Konstadt, którego zastąpił Reinhold Finster. Doprowadziło to do założenia przez gminę żydowską Łódzkiego Żydowskiego Towarzystwa Dobroczynności w 1885 r. (ostatecznie zatwierdzonego w 1899 r). 

## Łódzkie Chrześcijańskie Towarzystwo Dobroczynności

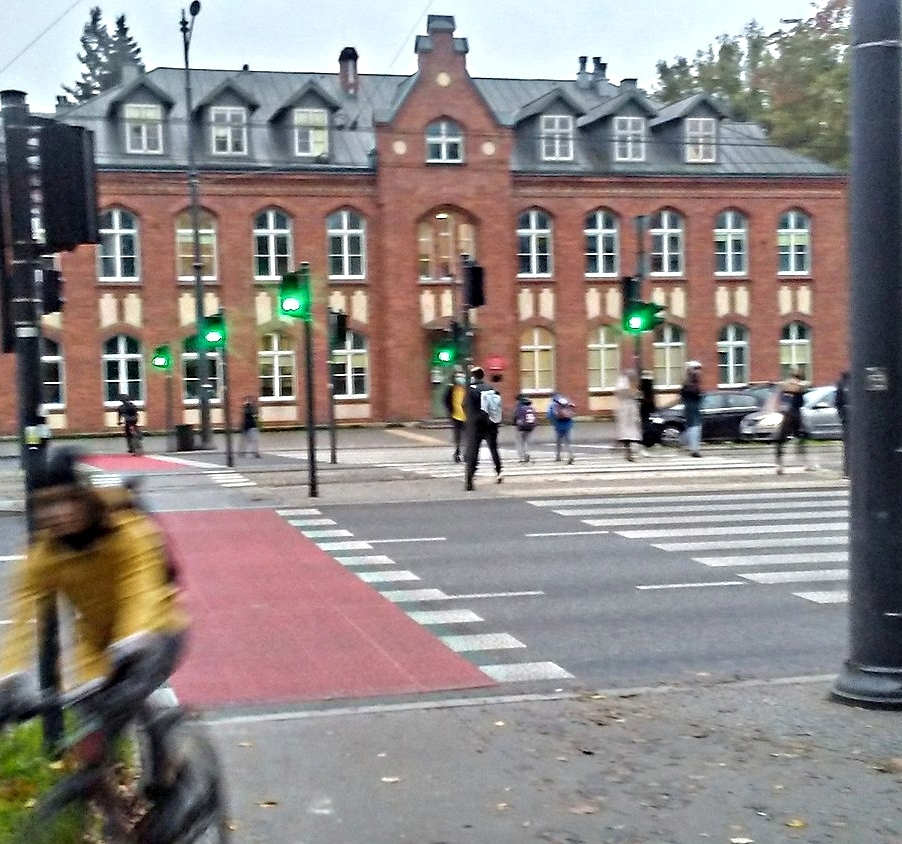
Dawny Szpital Pediatryczny im. Anny Marii w Łodzi

W 1885 r. ze względu na wykluczenie z KWB Żydów i chęć podkreślenia swojego religijnego charakteru, KWB przybrało nazwę Łódzkiego Chrześcijańskiego Towarzystwa Dobroczynności. Członkowie Stowarzyszenia finansowali jego działalność ze składek członkowskich oraz zbiórek, ponadto sporządzali oni spisy osób potrzebujących. Celem ŁChTD było wyeliminowanie zjawiska żebractwa, wspieranie osób potrzebujących, w tym tych, którzy wstydzą się żebrać. Wsparcie obejmowało nie tylko pomoc finansową, ale też zaopatrywanie w odzież, jedzenie, leki, artykuły pierwszej potrzeby, pomoc w poszukiwaniu pracy, przyuczanie do zawodu, pomoc lekarską, opłaty za naukę dzieci z biednych rodzin. Pomoc obejmowała wyłącznie chrześcijan. Ze względu na strukturę wyznaniową łódzkiej burżuazji poza rodziną Heinzlów, w zarządzie Towarzystwa dominowali przemysłowcy i duchowni luterańscy.
Łódzkie Chrześcijańskie Towarzystwo Dobroczynności wybudowało Przytułek dla Starców i Kalek przy ulicy Dzielnej 45 (dziś ulica Narutowicza 60). Obiekt powstał w 1897 r. wg projektu Franciszka Chełmińskiego lub Otto Gehliga. Zapewniał schronienie nawet 300 podopiecznym. Budynek pozostawał w rękach ŁChTD do 1939 r., kiedy został przejęty przez władze okupacyjne. W 1907 roku podlegało mu już 20 instytucji o charakterze socjalnym i opiekuńczym w Łodzi.. W 1905 roku ŁChTD dzięki hojności rodzin Scheiblerów, Geyerów i Herbstów otworzyło pierwszy w Królestwie Kongresowym szpital pediatryczny im. Anny Marii: oferowano tam bezpłatną opiekę lekarską dla dzieci niezależnie od ich wyznania.

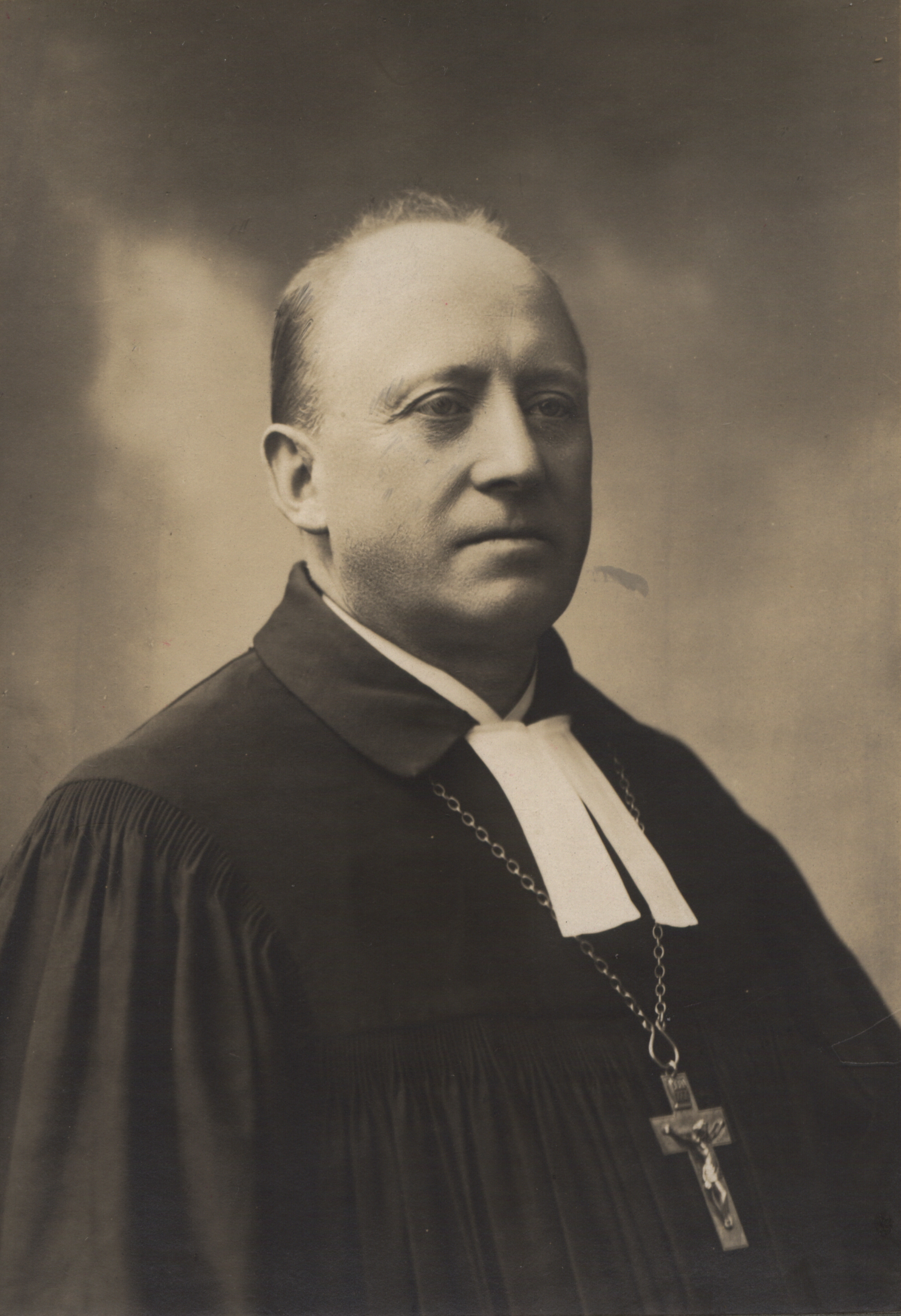
Pastor Rudolf Gundlach

Działalność ŁChTD rozkwitła szczególnie za prezesury pastor Gundlacha. W 1911 zainicjował „Dzień ubogich”, w ramach którego organizował imprezy, kwesty, koncerty, sprzedaże kwiatów, przedstawienia, zbierając łącznie ok. 50 tys. rubli, które przeznaczył na łódzkie instytucje charytatywne różnych wyznań. Gundlach został również prezesem Komitetu Obywatelskiego Niesienia Pomocy Biednym w Łodzi, zaopatrując biednych w żywność, ponadto był członkiem Miejskiej Rady Opiekuńczej oraz Wydziału Dobroczynności Publicznej przy Magistracie miasta Łodzi, Komitetu Tanich i Bezpłatnych Kuchni, Komitetu Zagonków Rolnych, Fabryki Taniego Obuwia przy łódzkim Magistracie, Komitetu Przytułku dla Polskich Jeńców Wojennych, prezesem Komitetu Przeciwżebraczego oraz inicjatorem i przewodniczącym Kasy Pożyczkowej. W trakcie bitwy o Łódź Gundlach opiekował się rannymi, za co był sądzony w 1916, lecz sprawę umorzono.

### Prezesi ŁChTD[2]
- 1885-1895 Juliusz Heinzel (katolik)
- 1895-1905 Juliusz Kunitzer (luteranin)
- 1905-1907 dr Karol Jonscher (luteranin)
- 1907-1922 pastor Rudolf Gundlach (luteranin)